# Altana (krater)
Altana är en nedslagskrater med en diameter på 6 kilometer, på planeten Venus. Altana har fått sitt namn efter kvinnonamnet Altana.